# 安定隧道
23°38′36.09″N 120°47′9.30″E / 23.6433583°N 120.7859167°E
安定隧道，為中華民國台灣的一座公路隧道，位於溪阿公路安定彎路段，行政區劃屬南投縣竹山鎮大鞍里。安定隧道的命名是以杉林溪森林生態渡假園區創辦人劉安定為名。
因隧道深處山區，高度達海拔1,750公尺，午後氣候易有濃霧，地形陡峭及地質破碎，對工程施築存在難度，施工期間造成搶通的便道遭颱風摧毀，最後才改採興築隧道，以避開崩坍區段。為加速工程進度，工程人員架設索道、空運補給等方式將機具及物料送到南洞口，以便與北洞口同步施工，也因春節假期仍持續趕工，於是透過「眷探」方式來慰解工程人員的思鄉情懷，原訂於2003年10月份可完工通車，因此提前兩個月完成這項工程。安定隧道自2003年8月30日啟用至今，仍是杉林溪唯一對外交通。

## 工程設計
2003年8月30日完工的安定隧道，其設計長度640公尺，北、南兩洞口皆設計有假隧道，北洞口18公尺長，南洞口5公尺長，故隧道全長是663公尺，隧道淨高4.6公尺。其車道採雙向兩線道，單一車道3.25公尺寬，其車道外側設計有路肩，兩側路肩0.25公尺寬，兩側路肩外緣設置1公尺寬人行道，人行道淨高2公尺。隧道內公路鋪面工程採柔性鋪面。該隧道所挖出土方約4.6萬立方公尺是棄碴做為回填整治及擋土措施。

## 地理環境
安定隧道距離杉林溪入口約一公里處，位居鳳凰山脈之西側，緊臨加走寮溪，深處海拔1,750公尺山區，每逢低溫氣候，水溫極低，冬季甚是結凍，對施工造成困難，因此得以加熱器與溫度控制棒來維持其水溫，保持施工過程應有的水源而不受結凍阻斷。
安定隧道位於竹山鎮大鞍里境內。依照《竹山鎮志·地理志》記載，安定隧道的施工地質是屬中新世晚期三峽群及其相當地層，該地層主要分為下部南莊層與上部桂竹林層，其前者岩性是砂岩、深灰色頁岩及砂岩、頁岩呈薄葉互層，而後者則是細粒砂岩夾雜深灰色頁岩。三峽群在台灣地質年代當中是屬年幼階段之循環沉積，為海陸相交的陸臺型沉積相，竹山鎮東南部海拔200公尺以上山區則多屬這類地層。

## 施工歷程
溪阿公路是151縣道延伸線，為聯絡杉林溪至溪頭之間的道路，但原有的道路行經安定彎，因921大地震造成15K+300～15K+700之路段坍塌，不僅使杉林溪遊客受困，當地居民的生計也出現困難，南投縣政府有感於其救援之急迫，故經由921震災重建會委請各學者及單位前往現場勘察。
現場發現15K+580～15K+700路段有長約280公尺呈路基流失，以及長約120公尺落石坍方，在沒有路基且地形陡峭，因此勘定以「鋼軌樁工法」施築便道為最佳，並協調國軍前往支援，國軍派出五二工兵群以爆破方式清除土石，並配合承包商鑽孔，鑿入鋼軌樁於眼孔內構築其便道。2001年4月22日，國軍完成爆破支援此階段性工作，同年4月29日完成便道，此期間曾逢碧利斯颱風、象神颱風所造成土石坍方，使修復工程遭受影響。
但好景不常，2001年7月30日受桃芝颱風橫掃中台灣，原有修復的便道則流失，出現了約百餘公尺長的坍方，南投縣政府向921震災重建會呈報後，其工程難度考量到現場地形陡峭，地質不穩易坍方，其氣候則午後易有濃霧，對於修復經費、施工技術及當地急迫性等因素，交通部於2002年6月5日邀請各單位研商其修復工程代辦之事，最後委託由國道新建工程局代辦。修復經費則由921震災重建會向行政院呈報後，核准動用921震災重建款第二預備金新台幣兩億八千萬元。2002年11月20日前完成修復工程之前置作業，其中第二、第六林班地所屬台灣大學溪頭實驗林則交由南投縣政府養護，以做為該工程的道路用地。
在交通部與各單位研商當中，就有考量到傳統工法修復，工期預計耗時二年，為及早搶通並提升工程效率，國道新建工程局與921震災重建會研擬限制性招標及統包採購，公共工程委員會則與承包商、監造商制定「趕工獎勵金實施要點」。2002年11月20日完成招標，由介興營造承纜「溪頭風景特定區二－1號道路安定彎段復建工程」。2002年11月22日正式動工。2003年1月4日開始進行鑿山開炸。工程期間採24小時三班制，以全天候方式趕工，逢年過節則以眷探方式維持工程進度。因溪阿公路於阿里山至杉林溪路段未興建，為加速工程進度，故南洞口工程採直昇機及架設空中索道，以便於運給工程所需的機具與工材，使兩方洞口施工可順利於2003年5月7日貫通。2003年8月30日，「安定隧道」完工通車，杉林溪創辦人劉安定參加這項通車典禮。

## 解
1. ↑  「眷探」一詞在此指過年休假期間，工人仍照常施工，為解工人們思鄉情愁，特將家眷親屬攜來工地現場團聚好過年，如此仍可在不影響施工的人力，又可為工地帶來過年氛圍[4]。
2. ↑  見1。